# Neuallermöhe
Neuallermöhe, Hamburg-Neuallermöhe — dzielnica miasta Hamburg w Niemczech, w okręgu administracyjnym Bergedorf. Powstała 1 stycznia 2011.